# Nazia Hassan
Nazia Hassan (en urdu: نازیہ حسن) (3 de abril de 1965 - 13 de agosto de 2000) fue una cantante, compositora, abogada, analista política y filántropa pakistaní. Conocida como la «Reina del Pop del Sur de Asia», es considerada una de las figuras musicales más influyentes de la historia del sur de Asia y la primera estrella pop del subcontinente.
A partir de la década de 1980, como parte del dúo Nazia y Zoheb, ella y su hermano Zoheb Hassan, han vendido más de 65 millones de discos en todo el mundo.
Ha colocado en las listas de popularidad canciones como 'Disco Deewane (1981), BOOM BOOM (1982) oAap Jaisa Koi (1979) de la película Qurbani...

## Biografía
Era hija de Basir Hassan, empresario, y Muniza Basir, trabajadora social activa. Era hermana de las cantantes Zohaib Hassan y Zara Hassan. Nacida en Karachi, Pakistán, el 3 de abril de 1965 y se crio entre Karachi y Londres al efectuar sus estudios en Inglaterra, al lado de su hermano Zohaib Hassan, ahí recibirían influencia directa del maestro Suhail Sana, quien les produjo el show musical Saray Dost Hamaray (‘todos son nuestros amigos’).

## Trayectoria
A los 14 años de edad el matiz de su voz atrajo la atención del destacado músico indo-británico, Biddú (Biddu Appaiah) quien al escucharla la invitó a participar al lado de su orquesta (Orquesta Biddú) en la grabación del tema Aap jaisa koi para el filme Qurbani. La encantadora personalidad de Hassán y el registro de su voz, marcadamente nasal, convirtieron en éxito el tema. Aunado a ello la canción se convirtió en la primera en emplear en su grabación el sistema de 24 canales en su género. Pese a ello algunos críticos sugirieron una estrecha semejanza entre el tema de Hassan con el de la canción de Tina Charles llamado Dance Little Lady Dance, sin embargo ya nada detuvo el surgimiento de la novel figura de la música pop pakistaní y de la música disco a nivel mundial.
Al año siguiente (1980) a la edad de 15 años lanzaría bajo la tutela de Biddú y cantando al lado de su hermano la canción, -incluida de última hora- tema de LP Disco Deewane, bajo una fórmula que buscaba presentarlos como Los Carpenters asiáticos en el naciente género de la música Indi-pop. El lanzamiento fue un hit regional de manera inicial pero sorpresivamente se extendió a una buena parte de Asia, para propagarse posteriormente a Sudáfrica y de ahí a Latinoamérica en donde, especialmente en Perú permaneció como número uno de la música Pop, una buena parte de Europa la clasificó con una posición respetable dentro de las listas de popularidad.
A raíz del éxito obtenido se promovió el lanzamiento de 3 discos de larga duración de los cuales 3 nuevos temas se convirtieron en éxitos para Hassan y su hermano. Boom Boom/Star (1982), Young Tarang(1984) y Hotline (1987).
La fama les llevó a convertirse en anfitriones del programa televisivo Música 89, producido por Shoiab Mansoor, en donde tendrían como invitados a grandes personalidades del mundo cultural artístico y deportivo de su tierra natal.

### Altruismo
Alternando sus carreras artísticas con labores sociales, fueron reconocidos por el gobierno pakistaní por sus campañas antidrogas y en pro de los derechos de la mujer. En 1991 Hassan desempeñó labores en el Departamento de Asuntos Jurídicos del Consejo de Seguridad en la ONU, donde permaneció por espacio de 2 años, y al tercer año ofreció sus servicios a la UNICEF, tarea que no pudo consumar debido a que se le diagnosticó cáncer. Sometida a una exitosa operación regresó a Pakistán para guardar reposo.

### Muerte
En 1995 Hassan decidió retirarse del medio artístico para contraer matrimonio el 30 de marzo del mismo año. Pese al enorme éxito de Hassan a nivel artístico y profesional, esto no ocurría con su vida sentimental, ya que la perspectiva incómoda de "matrimonio arreglado" jamás escapó de su mente. El estrés debido a su vida marital le propició una recaída, por lo que regresó a Londres, al lado de su hijo Arez y de sus padres, para reanudar su tratamiento.
Nazia Hassan libró una larga batalla contra la enfermedad durante los últimos años de su vida y murió de cáncer de pulmón en Londres el 13 de agosto del 2000 a la edad de 35 años. A la par de ello se desarrollaba un litigio de divorcio el cual concluyó diez días después de su muerte y finalizó cumpliéndose la última voluntad de Hassan, quien deseaba la custodia de su hijo en manos de sus padres. Años después, el 22 de marzo del 2002 recibió un reconocimiento póstumo por sus contribuciones y logros por parte del Gobierno de Pakistán, al concederle el más alto premio al desempeño y orgullo civil en el área de cultura, arte y música. El galardón fue recibido por su madre, la señora Muniza Basir, de manos del presidente de Pakistán, el general Pervez Musharraf.

## Discografía

### Álbumes de Estudio
- Disco Deewane (1981)
- Boom Boom (1982)
- Young Tarang (1984)
- Hotline (1987)
- Camera Camera (1992)

### Extended plays
- Our Love Last Forever (1981)
- Get a Little Closer (1982)
- Dreamer Devane (1983)
- Then He Kissed Me (1988)

### Banda Sonora
- Qurbani (1980)
- Star (1982)
- Dilwaala (1986)
- Itzaam (1986)
- Main_Balwaan (1986)
- Adhikar (1986)
- Sheela (1987)
- Saaya (1989)
- Student of the Year (2012)
- Miss Lovely (2012)

### Filmografía (como cantante)
1. Qurbani (1980)
2. Star (1982)
3. Dil Wala (1986)
4. Ilzaam (1986)
5. Main Bulwaan (1986)
6. Mera saaya (1986)
7. Sheela (1987)
8. Saaya (1989)

### Apariciones en TV
1. Then He Kissed ME (1988)
2. Music 89 (1989)
3. Dhanak (1989)
4. Kaliyan (1990 - 1991)
5. Pro Audio Show (1995)